# Allocasuarina distyla
Allocasuarina distyla là một loài thực vật có hoa trong họ Casuarinaceae. Loài này được (Vent.) L.A.S.Johnson mô tả khoa học đầu tiên năm 1982.

## Hình ảnh

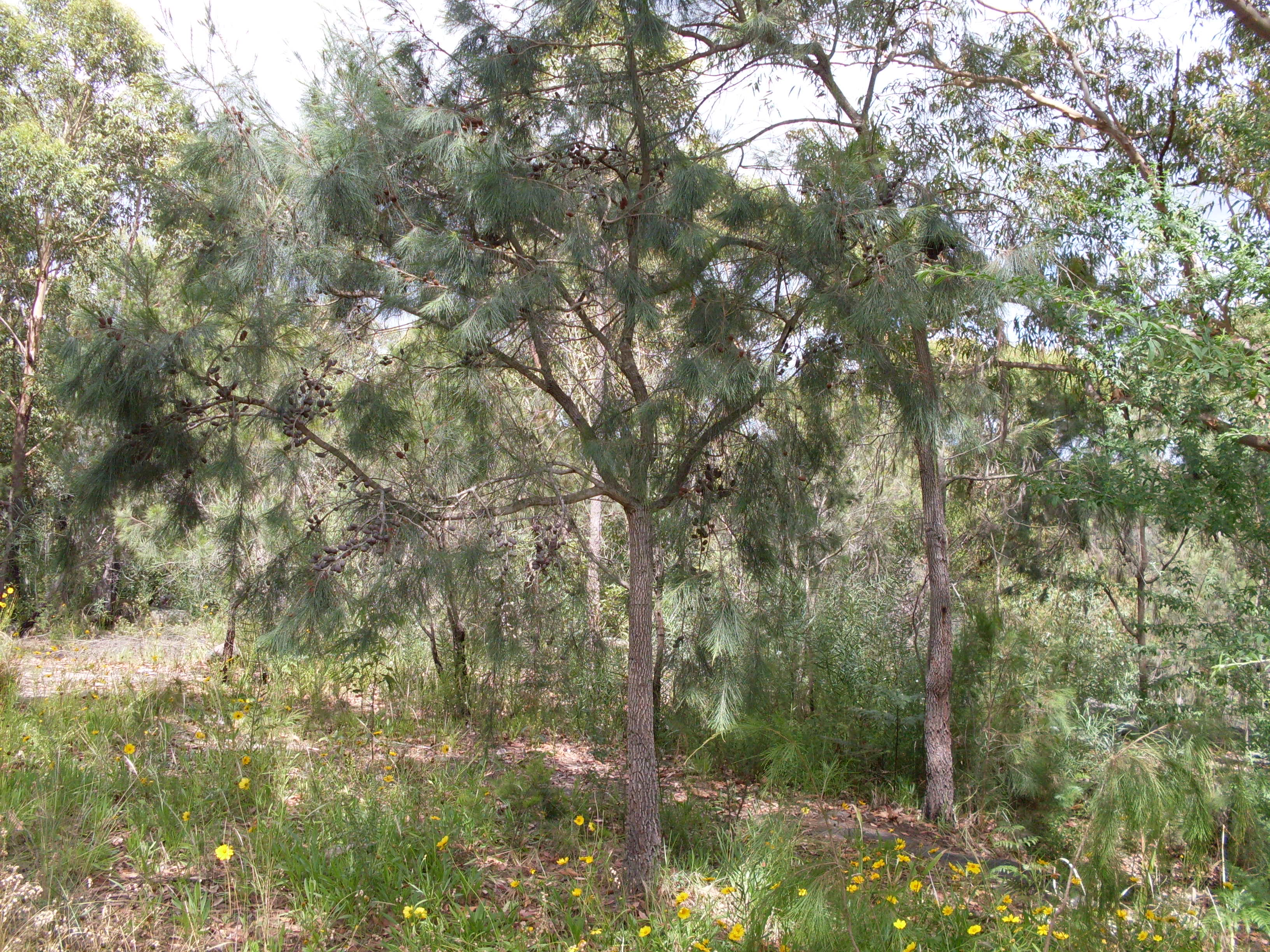
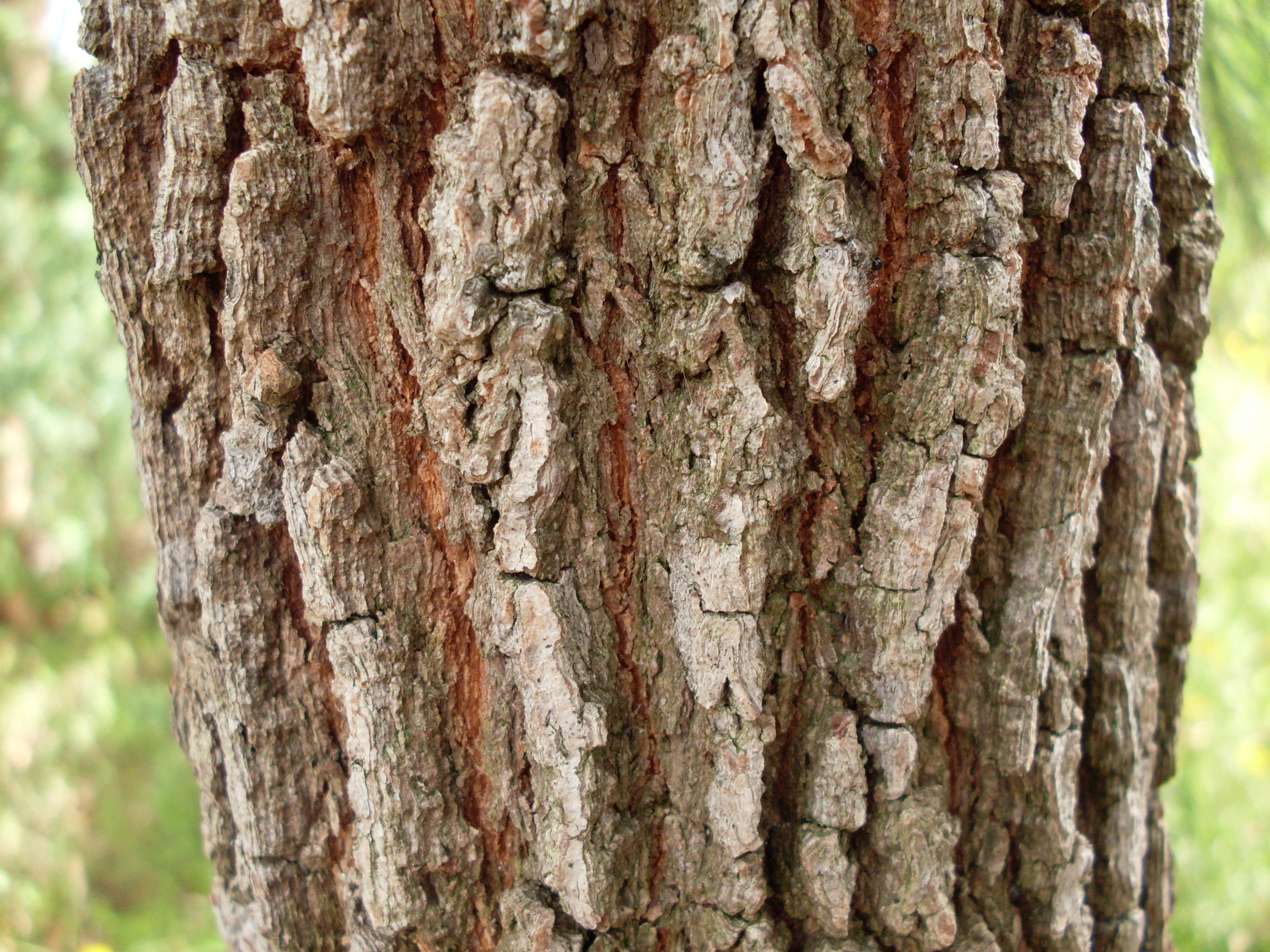
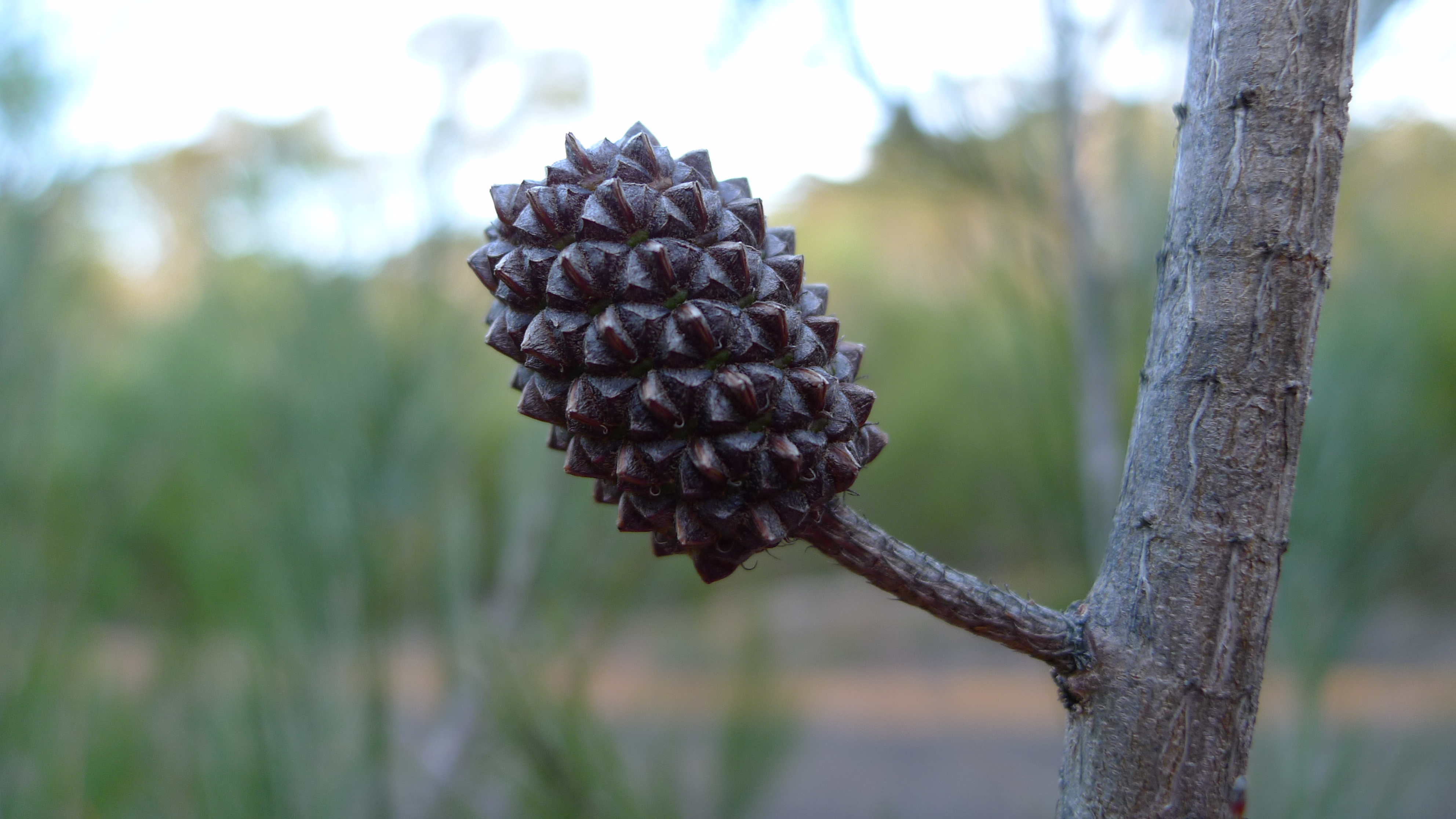
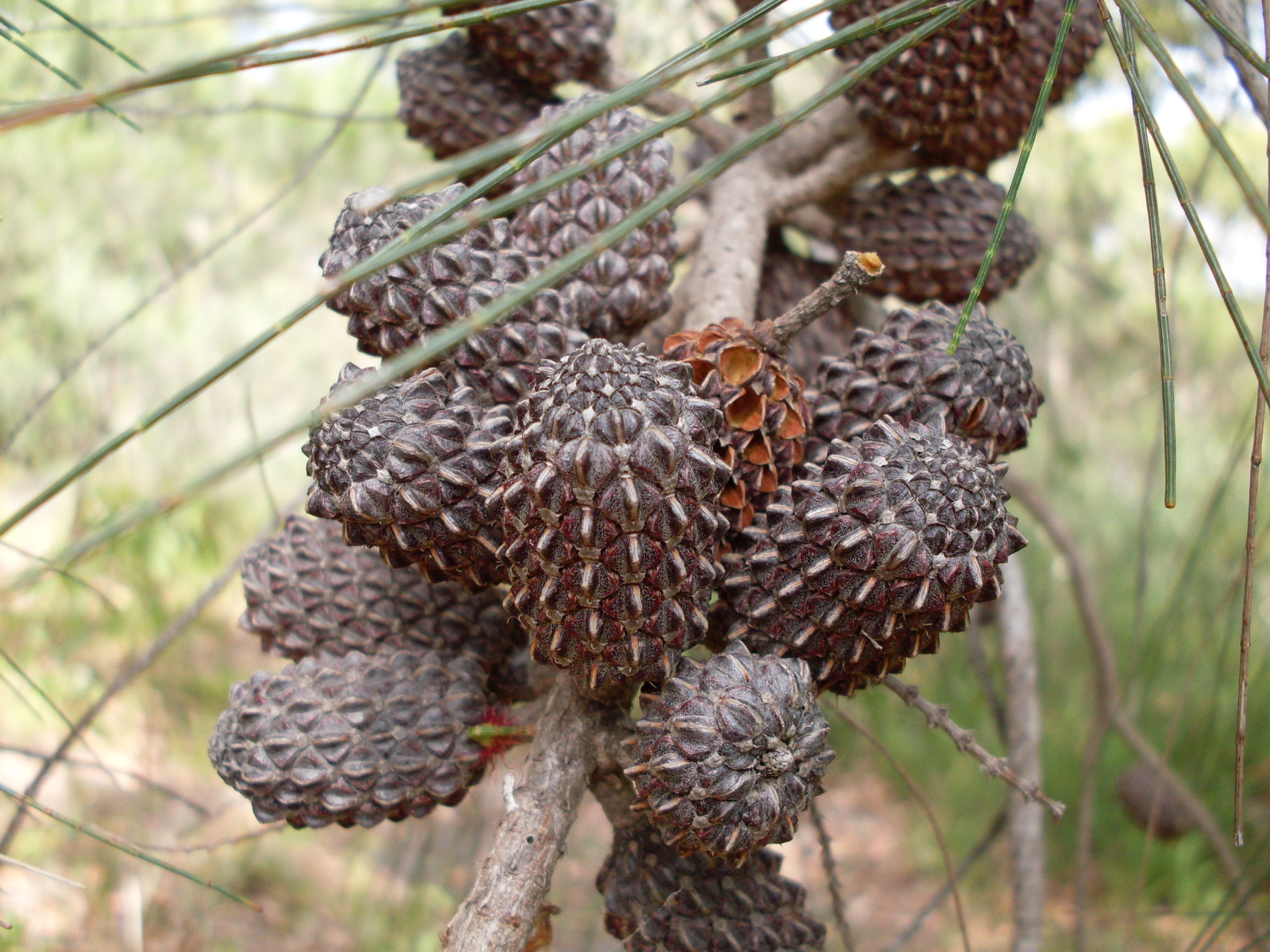